# 陳竟明
陳竟明（英語：Chan King Ming，1960年6月14日—），香港政治人物、生物化學學者，前民主黨副主席，前新民主同盟成員，香港中文大學教師協會會長。

## 背景
陳竟明早年就讀蘇屋邨劍蘭幼稚園（1966年，同屆同學尚有前香港摩根士丹利投資管理部執行總裁靳羽珊）、循道學校（1972年）、何文田官立中學（1977年中五）和嶺南中學（1978年中六）。在學期間是童軍領袖。陳竟明後於1982年在香港中文大學新亞書院取得理學士(主修生物)，並於同校取得哲學碩士學位和於紐芬蘭紀念大學取得博士學位。陳竟明曾任職加拿大皇后大學和美國巴爾的摩海洋生物科技中心。1992年加入中大生物化學系擔任講師，現為生命科學學院副教授及環境科學課程主任及中文大學教師公會的主席。陳亦積極參與書院工作，現為香港中文大學逸夫書院的校董和院務委員會成員及第二學生宿舍舍監。陳竟明亦是美國毒理學會會員，常在媒體評論食物安全及環境化學污染物的規管問題。
陳竟明也活躍於香港政圈，為香港特別行政區特首選委之一，但他反對特首選委制度。陳亦曾在2004－2006三年任特區政府中央政策組的非全職顧問。
陳竟明為民主黨創黨成員，曾任組織部長，並與黃偉賢競逐民主黨正副主席，與黃偉賢有協議，一旦其落選主席，則與黃偉賢共同競選副主席，當其落選主席後，改為與何俊仁合作，終獲任民主黨副主席。但陳竟明否認與黃有什麼協議。2006年12月，黨周年大會改選正、副主席，被何俊仁以大比數擊敗，及後淡出民主黨正常黨務，陳竟明自1999年起任民主黨新界東部主席到2008年止。直至現在，陳竟明仍未被發回鄉證。
陳竟明在民主黨期間，亦涉及參與聲稱有中國大陸滲透民主黨的「真兄弟事件」，唯後來於政改一役証明民主黨改革派為清白。
2010年12月19日，曾任黨副主席的陳竟明與其他共30名的黨員退黨，其中有7人是香港民主黨的區議員。他們指出，民主黨之前就政改方案與中央妥協，違背了落實2012年雙普選的競選承諾，令選民被出賣及遺棄。他們又認為，香港民主黨領導層對他們的意見，置若罔聞，因此選擇退黨。2010年 10月2日，陳竟明與范國威等人，成立了新民主同盟，被視為進步民主派。

## 外部參考
- 香港中文大學生物化學系 （页面存档备份，存于）
- 何俊仁擊敗陳竟明當主席[]
- 有點名批判陳竟明，黨指他多次與中共人員秘密往來接觸